# Обсерватория Фаунтин-Хилс
Обсерватория Фаунтин-Хилс — астрономическая обсерватория, основанная в 1998 году в городе Фаунтин-Хилс, Аризона, США. Публикация астрометрических измерений астероидов в обсерватории проводилась до 2005 года. Одна из первых любительских обсерваторий применившая для обнаружения малых тел Солнечной системы автоматический программный комплекс.

## Руководители обсерватории
- Джулз, Чарльз

## Инструменты обсерватории
- 0.07-m f/2.8 рефрактор - с помощью него была открыта комета C/2005 N1 (JUELS-HOLVORCEM)
- 0.12-m f/5 рефрактор
- 0.5-m f/4.8 рефрактор

## Направления исследований
- Открытие астероидов и комет

## Основные достижения
- Открытие комет: Comet C/2002 Y1 (Juels-Holvorcem)[1] и  C/2005 N1 (JUELS-HOLVORCEM)[2]
- Открыто 317 астероидов с 1999 по 2002 года открыто лично руководителем обсерватории[3], а всего в обсерватории открыто с 1999 по 2003 года 490 новых астероидов[4]
- 11857 астрометрических измерений опубликовано с 1998 по 2005 года[5]

## Известные сотрудники
- В обсерватории так же работал Пауло Ренато Ольворсем (Бразилия). Возможно, что вся его работа была дистанционной, т.к. он является автором программного обеспечения автоматического обнаружения движущихся объектов на ПЗС-снимках.